# Різниченко Володимир Васильович

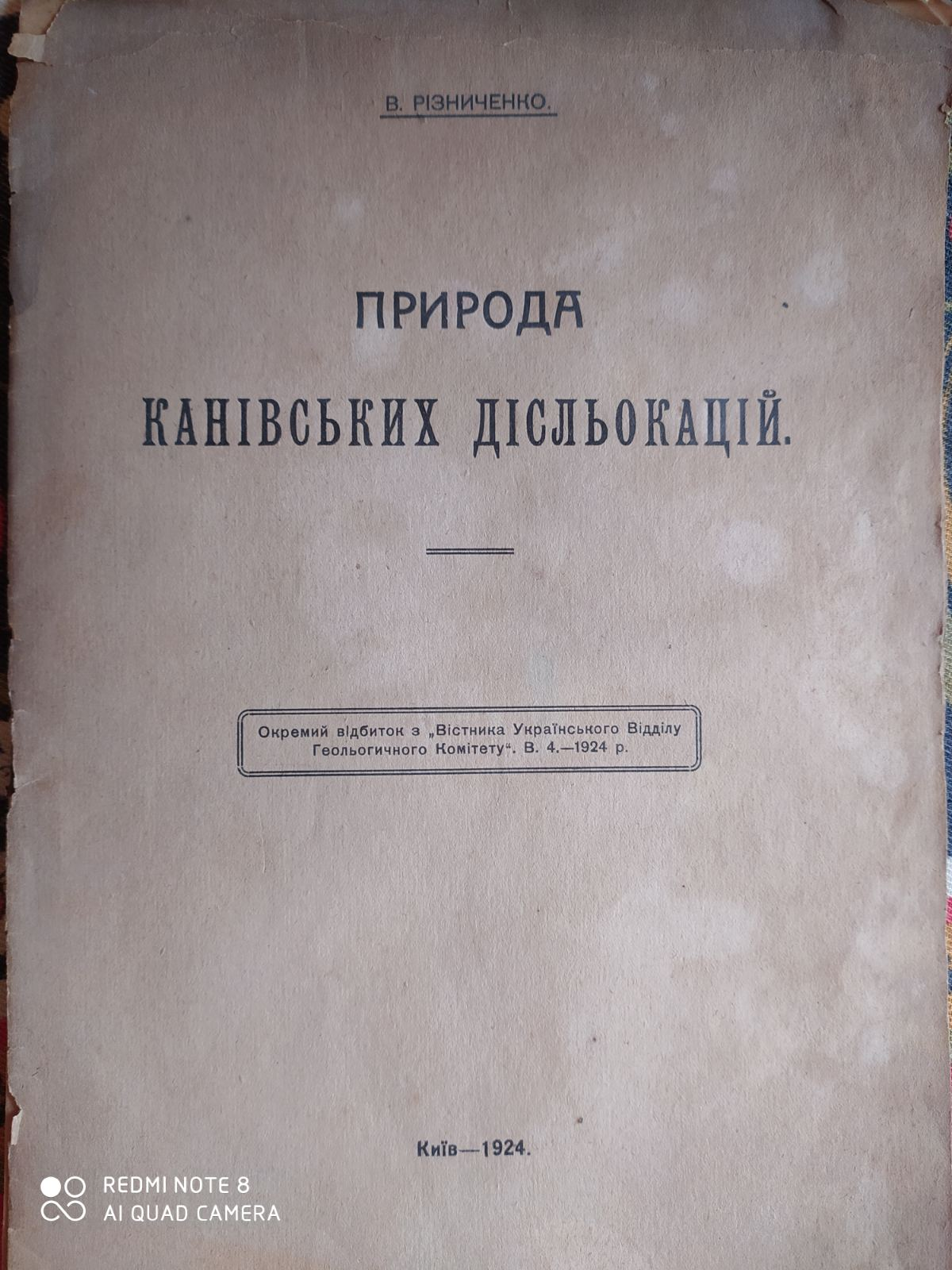
Титульна сторінка «Природи канівських дисльокацій» 1924 р

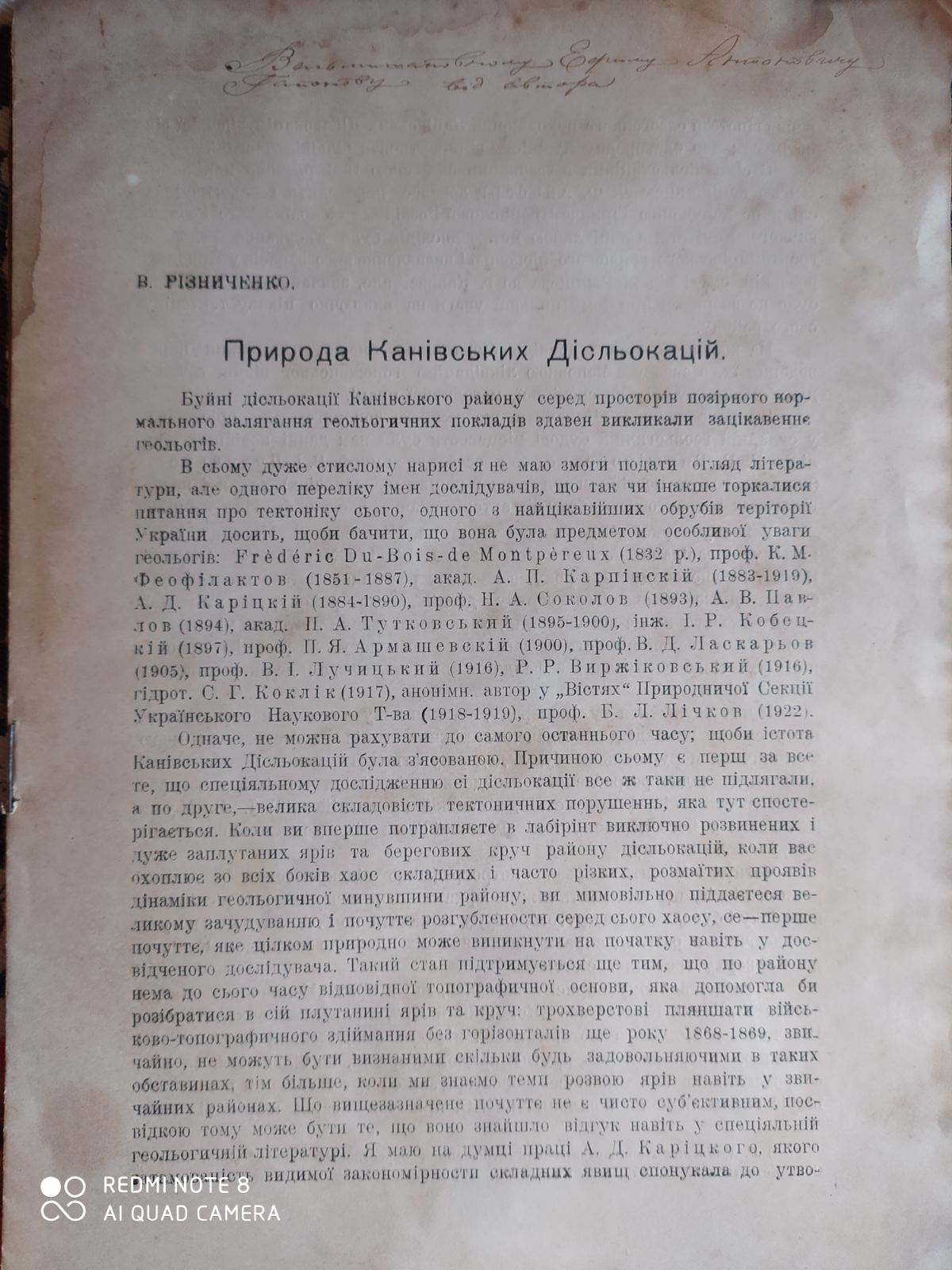
Перша сторінка «Природи канівських дисльокацій» 1924 р. Дарчий напис В. В. Різниченка Ю. А. Гапонову (з приватної колекції)

Володи́мир Васи́льович Різниче́нко  (18 жовтня 1870, Валентіїв — †1 квітня 1932, Київ) — український вчений у галузі четвертинної геології, геоморфології, тектоніки, гляціології, географії, один із перших керівників Українського відділення Геологічного комітету, директор Інституту геологічних наук (1930—1932), художник-карикатурист, поет і перекладач, член Наукового товариства імені Т. Г. Шевченка у Львові, академік Всеукраїнської академії наук (з 1929 року).

## Біографія
Народився 6 [18] жовтня 1870 року на хуторі Валентієвому (тепер село Ніжинського району Чернігівської області). Після закінчення початкової школи навчався у Ніжинській гімназії. У 1891 році поступив на природничий відділ фізико-математичного факультету Харківського університету. Тут він прилучився до революційного руху і став членом «Союзної ради об'єднаних нелегальних студентських організацій Харкова».
У 1896 році успішно закінчив університет, отримавши вільний диплом. Деякий час мешкав у Москві. У 1901—1902 роках працював статистом і завідувачем статистичного відділу Херсонської повітової земської управи.
До 1916 року провадив геологічні дослідження у Середній Азії та Казахстані, зокрема у гірських масивах Тарбагатаю, Тянь-Шаню, Південного Алтаю, склав першу геологічну і тектонічну карту Південного Алтаю, відкрив низку нових льодовиків. Результати наукових досліджень Володимира Васильовича одержали високу оцінку дослідників азійської частини Російської імперії В. А. Обручева й І. В. Мушкетова. Російське Географічне товариство вшанувало науковий подвиг ученого почесною нагородою — золотою медаллю ім. М. М. Пржевальського.
Другий період наукової, науково-організаційної та громадської діяльності В. В. Різниченка пов'язаний з Україною. У 1916—1917 роках займався вивченням геології, тектоніки й гідрогеології Волині. З часу проголошення Української Народної Республіки і організації у 1918 році Українського Геологічного комітету В. В. Різниченко працює спочатку позаштатним, а потім штатним старшим геологом. Після В. І. Лучицького і Б. Л. Лічкова він з 1927 по 1928 рік очолював Українське відділення Геолкому, був одним із перших організаторів проведення в Україні геологічної зйомки.
З 1929 року дійсний член АН УРСР і НТШ, академік. У 1930 році очолив науково-дослідний геологічний інститут АН УРСР. Ґрунтовно висвітлив стратиграфію та тектоніку Середнього Придніпров'я, особливо Канівських гір. 1931 року організував і очолив першу комплексну експедицію в район Дніпробуду.

Могила Володимира Різниченка

Жив в Києві по вулиці Золотоворітській, 4.
Помер в Києві 1 квітня 1932. Похований в Києві на Лук'янівському цвинтарі (ділянка № 13-2, ряд 14, місце 13).

## Криптоніми
Різниченко відомий в українських літературно-мистецьких колах під псевдонімами Резниченко, Велентій, Гайд, криптонімами Р-ко, В-й тощо.

## Наукові праці
Володимир Різниченко опублікував понад 70 наукових праць, присвячених переважно геологічній будові й тектоніці України та Середньої Азії. Найважливіші:
- «Природа Канівських дислокацій». Вісник Укр. Відділу Геол. Комітету, випуск 4, 1924;
- «До питання про час і умови утворення укр. лесу». Труди Укр. Н.-Д. Геол. Інституту, т. 3. 1929;
- «Про четвертинні рухи земної кори в районі сер. Дніпра». Записки Фізико-матем. Відділу ВУАН, 1931.

## Творчість
Володимир Різниченко відомий також як поет і художник-карикатурист (псевдонім Велентій — дошлюбне прізвище матері):
- поезії і етюди друкував у Літературно-науковому віснику. У 1901 році з'являються його перші вірші: «Зірка на землі», «На чужині далекій», публікації у збірнику-альманаху «Перша ластівка» (1905), «Розваги» (1905, 1908), «Терновий вінок» (1908), «На вічну пам'ять Тарасові Шевченкові» (1910).
- як художник працював у галузі політичної карикатури («Геть з царатом! Хай живе революція!», «Після скасування кріпацтва», «Обніміте, брати мої, найстаршого брата!», «Біля пам'ятника Шевченкові»). Карикатури друкував у журналі «Шершень» (1906) і газетах «Искра» (1902). «Рада» (1909—1912)[4]. Із 1913 року не друкувався.

Переклав українською мовою пісню про буревісника Максима Горького.

## Природоохоронна діяльність
В. В. Різниченко є ініціатором створення Канівського заповідника. 27 липня 1923 р. він подав доповідну записку в секцію охорони природи Сільськогосподарського наукового комітету України, в якій обґрунтував необхідність створення заповідника на берегових кручах Дніпра площею близько 10 кв. верст. 30 липня 1923 р. колегія наркомату землеробства УСР, розглянувши записку В. В. Різниченка, приступила до створення Канівського заповідника. Брав також вчений участь і в дослідницькій роботі заповідника Асканія-Нова.